# Аделчис I (Сполето)
Вижте пояснителната страница за други личности с името Аделчис.
Аделчис I (Adelchis I, Adelgis I, на латински: Adelgisus I, + сл. 861) от фамилията Супониди, е граф на Парма (830 – 861), на Кремона (841 – 861) и евентуално на Бреша. Той е херцог на Сполето от 824 до 834 г.

## Биография
Той е вторият син на херцог Супо I Сполетски.
През август/септември 824 г. Аделчис I наследява умрелия си брат Мауринг като херцог на Сполето. През 834 г. Лотар I поставя за херцог Ламберт I Нантски (834 – 836).

## Фамилия
Аделчис I се жени за Берта (+ 921) и има децата:
- Енгелберга (* 830, + 896/901), омъжва се на 5 октомври 851 г. за император Лудвиг II (+ 875)
- Супо II (* ок. 835, ок. + 885), граф на Парма, Асти, и Торино, баща на Бертила, омъжена от 880 г. за император Беренгар I († 924)
- Егфред
- Ардинг